# Егалитаризам
Егалитаризам (реч потиче од фр. égal, у значењу „једнак”) или еквалитаризам је правац мишљења који фаворизује једнакост свих људи. Према Станфордовој Енциклопедији филозофије, егалитаријанске доктрине сматрају да су сви људи једнаки по својој фундаменталној вредности или друштвеном положају. Према Речнику Меријам-Вебстер, термин има две различите дефиниције у модерном енглеском: као политичка доктрина према којој сви људи треба да се третирају као једнаки и да имају иста политичка, економска, социјална и грађанска права; или као социјална филозофија која се залаже за уклањање економских неједнакости међу људима, као и за економски егалитаризам или децентрализацију моћи. Неки извори дефинишу егалитаризам као становиште да једнакост одражава природно стање човечанства.

## Форме
Неке специфично егалитаријанске доктрине обухватају комунизам, правни егалитаризам, егалитаризам среће, политички егалитаризам, родни егалитаризам, расну једнакост, једнакост исхода и хришћански егалитаризам. Уобичајени облици егалитаризма укључују политички и филозофски.

### Правни егалитаризам
Један аргумент је да либерализам демократским друштвима обезбеђује средства за спровођење грађанске реформе пружањем оквира за развој јавне политике, чиме се појединцима обезбеђују прави услови за стицање грађанских права.

#### Једнакост особе
Енглеска Повеља о правима из 1689. године и Устав САД користе само термин лице у оперативном језику који се тиче фундаменталних права и одговорности, изузев једног упућивања на „мушкарце“ у енглеској Повељи о правима у вези са мушкарцима којима се суди за издају и мерења пропорционалне заступљености у Конгресу у 14. амандману Устава САД.
Четрнаести амандман Устава САД, као и остатак Устава, у свом оперативном језику употребљава термин лице, наводећи, на пример, да „... ниједна држава не сме ниједно лице да лиши живота, слободе или имовине без прописаног законског поступка; нити може икоме да ускрати равноправну законску заштиту у границама своје власти.“

#### Једнакост мушкараца и жена у правима и одговорностима
Пример ове форме је туниски Устав из 2014. године који обезбеђује да су „мушкарци и жене једнаки у правима и дужностима.“

#### Једнакост мушкараца
Мото „Слобода, братство, једнакост“ који се користио током Француске револуције још увек је званичан мото француске владе. Француски Устав о правима мушкарца и грађанина из 1789. године такође је обликован на основу једнакости права мушкараца, али не и жена. У то време, ово је сатирично приказала Олимпија де Гуж у својој Декларацији о правима жене и грађанке.
Декларација о независности САД је пример потврђивања једнакости мушкараца, али не и жена, на основу природних права, изражене језиком да су „сви мушкарци створени једнаки“. Ова тврдња може да се поништи употребом речи „мушкарци“ као властите именице, у смислу „човечанства“. Џон Лок се понекад сматра утемељивачем ове форме.
Неки од аутора Устава САД, пре свега Џон Дикинсон, одбили су да потпишу Декларацију о независности, делом због ове употребе „права мушкарца“ уместо „права лица“.
Многи државни устави у САД такође користе језик „права мушкарца“ пре него „права лица“. Видети, на пример Устав државе Кентаки.

### Социјални егалитаризам
На нивоу културе, теорије егалитаризма су током протеклих 200 година развиле софистицираност и прихватање. Међу запаженим широко схваћеним егалитаријанским филозофијама налазе се: социјализам, комунизам, социјални анархизам, либертаријански социјализам, леви либертаријанизам, конзервативизам према начелу „једне нације“ и прогресивизма, од којих неки предлажу економски егалитаризам. Неколико егалитаријанских идеја ужива широку подршку интелектуалаца и становништва многих земаља. Међутим, питање да ли су ове идеје значајно спроведене у пракси остаје контроверзно. Позиција супротстављена егалитаризму назива се антиегалитаризам

#### Економски егалитаризам
Пример из давне историје економског егалитаризма као једнакости исхода је Су Синг, кинески мислилац филозофије агрикултурализма који је подржавао утврђивање цена где је за сва слична добра и услуге, без обзира на разлике у квалитету и потражњи, утврђена једна иста и непроменљива цена.
 Друштвено власништво средстава производње понекад се сматра формом економског егалитаризма; на пример, у социјализму, зато што би у економији која се одликује друштвеним власништвом, вишак производа који генерише индустрија припао становништву као целини насупрот класи приватних власника, чиме се сваком појединцу даје већа аутономија и већа једнакост у међусобним односима. Иако се економиста Карл Маркс понекад погрешно схвата као егалитаријанац, Маркс је потпуно избегавао нормативно промишљање моралних начела. Ипак, Маркс јесте имао теорију еволуције моралних начела у односу на специфичне економске системе
Амерички економиста Џон Ремер изложио је нову перспективу једнакости и њеног односа према социјализму. Ремер покушава да преформулише марксистичку анализу како би је прилагодио нормативним начелима дистрибутивне правде, преусмеравајући аргумент за социјализам са чисто техничких и материјалистичких разлога на разлоге дистрибутивне правде. Ремер тврди да је, према начелу дистрибутивне правде, традиционална дефиниција социјализма која се заснива на начелу да индивидуална компензација буде сразмерна вредности рада неадекватна. Ремер закључује да егалитаријанци морају да одбаце социјализам, онако како је он класично дефинисан, да би се остварила једнакост

### Религијски и спиритуални егалитаризам

#### Хришћанство
Егалитаристички поглед у хришћанству проповеда фундаменталну једнакост између мушкараца и жена свих раса и етничких група, свих економских класа и старосних група али у оквиру учења Исуса Христа, Бога, и доминирајућих принципа светог писма
У оквиру хришћанства постоје разлике у погледима одређених група од којих су неке припадници комплементаризма и патријархализма. Постоје и мишљења да Библија подржава равноправност али такође и закон, ред, социјалну структуру (на пример, родитељи имају ауторитет над децом и став да би жена требало да буде подређена супругу). Неки сматрају да су идеје супротне идеалима егалитаризма. У основи,Галантис 3:28 тврди да „Не постоји Јеврејин нити Грк, не постоји оков нити слобода, нити мушко или женско, јер сви сте једно Исусу Христу” - одређујући једнакост свих у очима Бога. Сличан Колосианс 3:11 каже: „Овде не постоји Нејевреј или Јевреј, обрезан или необрезан, варварин, Скит, роб или слободан човек; Христ је све и налази се у свему” изједначавајући све у очима Бога у односу на веру у Исуса Христа. Разне присталице хришћанства су покушале да задрже таква гледишта и развијају хришћанске заједнице. У поглављу 4, чланови ране хришћанске заједнице продају своју имовину, приходе дају у заједнички фонд, који надгледају следбеници, а затим узимају „по потреби”. Једна од најпознатијих заједница садашњице су Хутерити у Европи и Северној Америци, који живе у пољопривредним колективним заједницама.

#### Јудаизам
Јудаизам није универзалистичка религија, подучава да Јевреји (који се дефинишу као потомци Јакоба од Израела, син Исака и унук Абрахама или неко ко се преобратио) имају специфичан савез са Богом као одабрани народ (Деуторономија 7:6 одабрани као благословен народ од Бога) да служе као светлост Бога остатку света. У усменој литератури Тора и Рабина кодификована у Вавилонском Талмуду начињена је кључна разлика у религијском и легалном смислу између Јевреја и Нејевреја. Међутим јудаизам подучава да су сви људи божија створења и заповеда им се у седам универзалних моралних закона познатих као „Седам Нојевих закона”.
У неформалном и конзервативном јудаизму, егалиратизам се односи на поништење раздвајања родова у религији. Синагоге се сматрају егалитаристичким јер дозвољавају измештана места за седење, и одобравају женама да воде службу у присуству мушкараца као и да јавно говоре за Тора.

#### Ислам
Исламски став о једнакости сличан је до извесне мере са хришћанским (још једна универзалистичка религија), наглашава да су сви људи једнаки у очима Бога, независно од рода, класне припадности и расе. Куран каже „Човечанство, створили смо вас од женског и мушког рода, начинили вас народом, племенима да се спознајете. Међутим, најплеменитији од вас у очима Алаха је најправичнији од вас. Истина Алах зна и упознат је”. Луис Марлов у свом делу Хијерархија и егалитаризам у Исламу пореди егалитаризам од раног ислама до садашњости.

### Војни егалитаризам
Војни егалитаризам је запажен у древним документима, у Шекспировом делу „Говор светог Криспина”. Појављује се упркос настајању војне силе да начини разлику између официра и војника. На пример, бивши Мајор Генерал Чарлс Ј. Дунлап Јр. тврди да војне силе Сједињених Америчких Држава укључује егалитаријанизам који су основали официри ратници који сарађују са малом групом ваздухопловаца који су или у служби или чланови посаде авиона.

## Рецепција
Многи критикују егалитаризам због његовог неуспеха да узме у обзир природне различитости између људи са њихових идеализованих, ауторитарних наметања „једнакости” на различитим људима.
Александар Беркман предлаже:
... једнакост не значи једнаке количине већ једнаке прилике... Не правите грешку идентификујући једнакост у слободи са примораном једнакости у кампу осуђеника. Праве једнакости анархиста подразумева слободу, не квантитет. То не значи да свако мора да једе, пије или облачи исте ствари, ради исти посао или живи на исти начин. Далеко од тога: врло супротно у ствари... Потребе и укуси индивидуалаца се разликују, као што се разликују жеље. Једнака је могућност да их задовољи да представља праву једнакост. Далеко од нивелисања, таква једнакост отвара врата за већу могућу разноликост и развој. Људски карактер је разнолик}}.
Културна теорија ризика држи егалитаризам дефинисану 1) негативно понашање за правила и принципе 2) позитивно понашање за групно прављење одлука са фатализмом названим по својој супротности Теорија прави разлику између хијерархиста, који су позитивни и за правила и за групе, и егалитаристе који су позитивни за групе али негативни за правила. Ово је по дефиницији образац за „једнакост анархиста” на које је упутио Беркман. Материјал „егалитаристичког друштва” се на тај начин одржава заједно сарађујући и имплицирајући под притиском радије него да одређује правила и казне. Међутим, Томпсон има теорију да се свако друштво састоји од само једне перспективе, био да се родио егалитариста, хијерархиста, индивидуалиста, фаталиста или аутономиста, бићеш суштински нестабилан: тврдња да ли је то међуигра између свих ових перспектива које су обавезне, ако свака перспектива треба да се допуњује. На пример, иако је индивидуалиста, у складу са Културном теоријом противан како за принципе тако и за групе, индивидуализам није потпун ако индивидуални сјај не може бити препознат по групама, или ако индивидуални сјај не може бити сталан у форми принципа . Према томе егалитаристи немају моћ осим кроз своје присуство, осим ако не (по дефиницији, невољно) пригрле принципе које им омогућавају да сарађују са фаталистима или хијерархистима. Они такође неће имати индивидуални осећај за права у одсуству групе. Ово може бити ублажено пратећи појединце изван своје групе: аутономисти или индивидуалисти.

### Марксизам
Карл Маркс и Фридрих Енгелс су веровали да револуција може довести до социјалистичког друштва које би коначно уступило место комунистичкој фази социјалног развоја, које би било бескласно, бездржавно, људска заједница подигнута на заједничком власништву и на принципу „Од свакога према његовој способности, свакоме према његовим потребама”.
Међутим, Марксизам одбија егалитаризам у смислу веће једнакости између класа, јасно га разликујући од социјално појма укидања класа заснованом на подели између радника и власника продуктивне имовине. Марксов поглед бескласности није потчињавање друштва универзалном интересу (као што је универзални појам „једнакости”), већ је о прављењу услова које би омогућиле појединцима да следе своје истинске интересе и жеље. Тако, Марксов појам комунистичког друштва је скроз индивидуалистички.
Маркс је био предлагач два принципа, први је примењен у социјализму, а други у напредном комунистичком друштву. „Свакоме према његовом доприносу” и „од свакога према њиховој способности, свакоме према њиховим потребама”. Иако је Марксов положај често збуњујући и измешан са дистрибутивним егалитаризмом, у коме само роба и услуге добијени из производње су расподељени према националној једнакости, у стварности Маркс је избегавао читав концепт једнакости као апстрактан и буржујски у природи, радије се фокусирајући на конкретније принципе као што су супротности експлоатације на материјалистичким основама и економској логици.